# Graphocephala uhleri
Graphocephala uhleri är en insektsart som beskrevs av Ball 1901. Graphocephala uhleri ingår i släktet Graphocephala och familjen dvärgstritar. Inga underarter finns listade i Catalogue of Life.